# Le Mur du son
Ne doit pas être confondu avec le phénomène physique appelé mur du son
Pour plus de détails, voir Fiche technique et Distribution.
Le Mur du son (The Sound Barrier) est un film britannique réalisé par David Lean et sorti en 1952.

## Synopsis
Tony Garthwaite est marié à Susan et employé par son beau-père John Ridgefield, riche magnat du pétrole qui possède également une entreprise de construction aéronautique. Ancien pilote d'avion de chasse pendant la Seconde Guerre mondiale, Tony officie comme pilote d'essai et doit tester un prototype d'avion capable de franchir le mur du son (un Supermarine Swift est utilisé pour ce rôle}. Très dangereux, ces essais accentuent les tensions entre John Ridgefield et sa fille Susan, des tensions déjà présentes depuis la mort du frère de Susan lors d'un précédent vol-test.

## Fiche technique
- Titre français : Le Mur du son
- Titre original : The Sound Barrier
- Titres alternatifs américains : Breaking the Sound Barrier et Breaking Through the Sound Barrier
- Réalisation : David Lean
- Scénario : Terence Rattigan
- Direction artistique : Joseph Bato, John Hawkesworth
- Costumes : Elizabeth Hennings
- Décors : Vincent Korda
- Photographie : Jack Hildyard et John Wilcox (vues aériennes)
- Cadreur : Denys N. Coop
- Musique : Malcolm Arnold
- Montage : Geoffrey Foot
- Production : David Lean

Production associée : Norman Spencer
- Sociétés de production : London Film Productions, British Lion Film Corporation
- Sociétés de distribution : British Lion Film Corporation (Royaume-Uni), Lopert Films (États-Unis)
- Pays d'origine :  Royaume-Uni
- Langue originale : anglais
- Genre : drame
- Durée : 118 minutes
- Format : noir et blanc - 1,37:1 - son mono - 35 mm
- Dates de sortie :
  - Royaume-Uni : 22 juillet 1952
  - France : 10 octobre 1952
- Affiche : Marcel Jeanne (France)

## Distribution
- Ralph Richardson : John Ridgefield
- Ann Todd : Susan Garthwaite
- Nigel Patrick : Tony Garthwaite
- Jack Allen (en) : Windy Williams
- Denholm Elliott : Christopher Ridgefield
- Donald Harron : l'officier de l'ATA
- Vincent Holman : Facteur
- John Justin : Philip Peel
- Ralph Michael : Fletcher
- Douglas Muir : un contrôleur
- Leslie Phillips : un contrôleur
- Dinah Sheridan : Jess Peel
- Joseph Tomelty : Will

## Production
Le tournage a lieu sur la base RAF Chilbolton (en) dans le comté de Hampshire et dans les studios de Shepperton.
Le scénario du film est inspiré librement de l'histoire du concepteur d'avions Geoffrey de Havilland qui perd dans un accident aérien son fils pilote d'essais Geoffrey de Havilland Jr..

## Distinctions

### Récompenses
- Oscars du cinéma : meilleur son
- BAFTA Awards : meilleur film britannique, meilleur film de toutes sources et meilleur acteur britannique (Ralph Richardson)
- National Board of Review : meilleur film étranger, meilleur réalisateur (David Lean) et meilleur acteur (Ralph Richardson)
- New York Film Critics Circle Awards : meilleur acteur (Ralph Richardson)

### Nominations
- Oscars du cinéma : meilleur scénario (Terence Rattigan)
- BAFTA Awards : meilleur acteur britannique (Nigel Patrick) et meilleure actrice britannique (Ann Todd)